# Фотофорез
Фотофорез (англ. photophoresis) — рух аерозольних частинок під впливом світла. Може бути специфічним випадком термофорезу, що відбувається внаслідок нагрівання частинок світлом. Відкриття фотофорезу традиційно приписують Феліксу Іграйнгафту (нім. Felix Ehrenhaft), хоча ранні спостереження зробили були інші, зокрема француз Огюстен Жан Френель.